# Magomadas
Magomadas (sardinski: Magumàdas) je grad i općina (comune) u pokrajini Oristanu u regiji Sardiniji, Italija. Nalazi se na nadmorskoj visini od 263 metra i ima 666 stanovnika.
 Prostire se na 9,02 km². Gustoća naseljenosti je 74 st/km².
Susjedne općine su: Bosa, Flussio, Modolo i Tresnuraghes.